# The Width of a Circle (album)
The Width of a Circle is een boxset van de Britse muzikant David Bowie. Het werd uitgebracht ter gelegenheid van de vijftigste verjaardag van het album The Man Who Sold the World. Het bestaat uit tracks die tijdens de opnamesessies voor dit album ontstonden. Hieronder vallen onafgemaakte nummers en demo's, alternatieve versies van uitgebrachte nummers en live-opnames van nummers die voor onder meer de BBC waren opgenomen. Enkele nummers verschenen eerder al op de compilatiealbums Bowie at the Beeb, Sound + Vision en Five Years (1969-1973).

## Achtergrond
De eerste cd bevat veertien nummers die Bowie opnam voor het BBC-radioprogramma The Sunday Show. Deze opnamesessie vond op 5 februari 1970 plaats en werd drie dagen later uitgezonden. Bijna alle nummers uit deze sessie verschenen op het album, met uitzondering van een cover van het Velvet Underground-nummer "I'm Waiting for the Man".
Op de tweede cd staan vijf nummers uit The Looking Glass Murders, een tv-special waar Bowie in speelde die tussen januari en februari 1970 werd opgenomen. Ook staan er een aantal nummers op deze cd die enkel als single waren uitgebracht. Verder staan er vier nummers uit Bowie's opnamesessie voor het BBC-programma Sounds of the 70s op het album. De laatste vijf tracks op de cd zijn nieuwe remixes die producer Tony Visconti speciaal voor dit album heeft gemaakt.

## Tracklist
Alle muziek en teksten zijn geschreven door David Bowie, tenzij anders aangegeven. 
| Nr. | Titel                                                     | Schrijver(s)        | Duur |
| --- | --------------------------------------------------------- | ------------------- | ---- |
| 1.  | "Amsterdam" (BBC Live Session)                            | Jacques Brel        | 3:31 |
| 2.  | "God Knows I'm Good" (BBC Live Session)                   |                     | 3:36 |
| 3.  | "Buzz the Fuzz" (BBC Live Session)                        | Biff Rose           | 3:27 |
| 4.  | "Karma Man" (BBC Live Session)                            |                     | 4:10 |
| 5.  | "London Bye, Ta-Ta" (BBC Live Session)                    |                     | 3:21 |
| 6.  | "An Occasional Dream" (BBC Live Session)                  |                     | 3:23 |
| 7.  | "The Width of a Circle" (BBC Live Session)                |                     | 5:54 |
| 8.  | "Janine" (BBC Live Session)                               |                     | 4:01 |
| 9.  | "Wild Eyed Boy from Freecloud" (BBC Live Session)         |                     | 4:42 |
| 10. | "Unwashed and Somewhat Slightly Dazed" (BBC Live Session) |                     | 6:27 |
| 11. | "Fill Your Heart" (BBC Live Session)                      | Rose, Paul Williams | 3:10 |
| 12. | "The Prettiest Star" (BBC Live Session)                   |                     | 3:18 |
| 13. | "Cygnet Committee" (BBC Live Session)                     |                     | 9:18 |
| 14. | "Memory of a Free Festival" (BBC Live Session)            |                     | 3:42 |

| Nr. | Titel                                              | Schrijver(s) | Duur |
| --- | -------------------------------------------------- | ------------ | ---- |
| 1.  | "When I Live My Dream"                             |              | 3:37 |
| 2.  | "Columbine"                                        |              | 1:34 |
| 3.  | "Harlequin"                                        |              | 1:28 |
| 4.  | "Threepenny Pierrot"                               |              | 1:57 |
| 5.  | "When I Live My Dream" (Reprise)                   |              | 1:55 |
| 6.  | "The Prettiest Star" (Alternatieve mix)            |              | 3:10 |
| 7.  | "London Bye, Ta-Ta"                                |              | 2:40 |
| 8.  | "London Bye, Ta-Ta" (Stereomix uit 1970)           |              | 2:39 |
| 9.  | "Memory of a Free Festival" (Deel 1)               |              | 4:03 |
| 10. | "Memory of a Free Festival" (Deel 2)               |              | 3:34 |
| 11. | "Holy Holy"                                        |              | 3:13 |
| 12. | "Waiting for the Man" (Sounds of the 70s)          |              | 5:43 |
| 13. | "The Width of a Circle" (Sounds of the 70s)        |              | 5:38 |
| 14. | "Wild Eyed Boy from Freecloud" (Sounds of the 70s) |              | 4:45 |
| 15. | "The Supermen" (Sounds of the 70s)                 |              | 3:21 |
| 16. | "The Prettiest Star" (Mix uit 2020)                |              | 3:34 |
| 17. | "London Bye, Ta-Ta" (Mix uit 2020)                 |              | 2:42 |
| 18. | "Memory of a Free Festival" (Mix uit 2020)         |              | 5:23 |
| 19. | "All the Madmen" (Mix uit 2020)                    |              | 3:27 |
| 20. | "Holy Holy" (Mix uit 2020)                         |              | 3:28 |

## Personeel
- David Bowie: zang, gitaar, toetsen, orgel
- Mick Ronson, Marc Bolan: gitaar, achtergrondzang
- Alan Parker: gitaar
- Tony Visconti: basgitaar, achtergrondzang
- Herbie Flowers: basgitaar
- Rick Wakeman: piano
- Derek Austin: orgel
- Ralph Mace: Moogsynthesizer
- John Cambridge: drums, achtergrondzang
- Barry Morgan: drums
- Godfrey McLean: drums, conga
- onbekend: strijkers
- Lesley Duncan, Bob Harris, Sue Harris, Tony Woollcott: achtergrondzang